# Constant Cremer

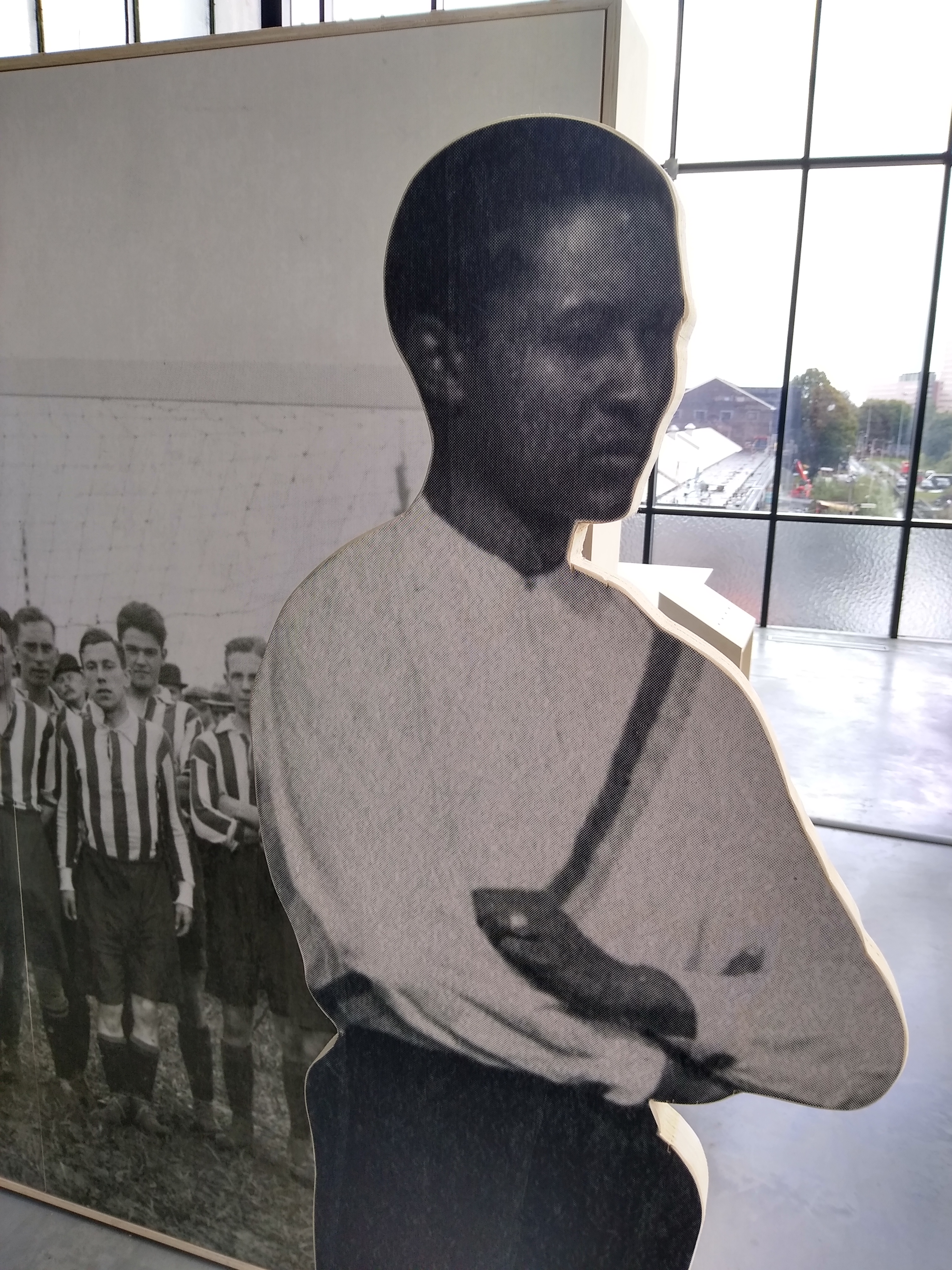
Constant Cremer

Constant Cremer (* 23. September 1886 in Ango-Ango, Freistaat Kongo; † 1937 in Batavia) war ein niederländischer Fußballspieler.
Der Sohn eines Niederländers und einer Afrikanerin spielte von 1901 bis 1904 als Schüler der Rijks HBS („Höhere Bürgerschule“) in Tilburg bei Willem II Fußball. Mit der Mannschaft wurde er 1904 Meister von Brabant. Cremer war der erste Schwarze im niederländischen Fußball. Er studierte später an der Schule der Zuckerindustrie und ergriff eine Laufbahn als Lebensmittelchemiker in Niederländisch-Indien, wo er am 2. September 1937 beigesetzt wurde.